# Ачьыквыгытгын
Ачьы́квыгытгын — озеро на реке Паляваам в Иультинском районе Чукотского автономного округа России. Располагается на высоте 512 м над уровнем моря.
Начальный компонент названия происходит от чук. ачьыквы-т и означает «белые камни».
Через озеро протекает крупная река — Паляваам, впадающая в него на юго-востоке под названием Каленмываам. Вода из озера вытекает с западной стороны со скоростью 0,9 м/с.
Узкими протоками озеро соединено с несколькими малыми близлежащими озёрами.
На севере над озером возвышается гора Белая, высотой в 898 метров. На юге подступает горный массив с высотами более тысячи метров (гора Медвежья, 1243 м).